# Sport Club Ítalo-Brasileiro
O Sport Club Ítalo-Brasileiro foi um clube de futebol da cidade de Erechim, Rio Grande do Sul. Fundado em 30 de maio de 1922, o Ítalo-Brasileiro teve sua história interrompida no ano de 1929, quando deixou de existir. Suas cores eram o azul e o branco, sendo que o maior feito da equipe foi a disputa do Campeonato Gaúcho de Futebol de 1927, onde encerrou a competição na quinta posição. Naquele ano, sagrou-se campeão do Campeonato Citadino de Erechim.
Uma briga em uma partida realizada contra o Douradense no ano de 1924 deu origem ao clube Ypiranga de Erechim, único clube de futebol ativo na cidade.  No período em que se manteve ativo, possuiu grande rivalidade com o Clube Esportivo e Recreativo Atlântico e com o próprio Ypiranga.

## Títulos
- Campeonato Citadino de Erechim (1927)

Campanhas de destaque
- Campeonato Gaúcho de Futebol de 1927 - 5º lugar